# カンフェン
カンフェン（英: Camphene）は、二環性モノテルペンの一種。水には極めて難溶であるが、エーテルには溶ける。刺激臭があり、室温で揮発する。天然にはテレビン油、ヒノキ油、樟脳油、シトロネラ油、ネロリ油、ジンジャーオイル、およびカノコソウの精油の微量成分として含まれる。工業的には、α-ピネンを触媒により異性化して製造される。

## 用途
主として香粧品原料や食品香料として利用される。なお19世紀半ばまでランプ用燃料として使われたのは当項目のCampheneではなく精製テレビン油とアルコールの混合物となるランプ用燃料Camphine（en:Camphine)であるので混同に注意。

## 安全性
日本の消防法では危険物第2類に分類される。引火性があり、水生生物に対して強い毒性を持つ。

## カンフェンが含まれる植物
- トロピカル・クロッカス (Kaempferia rotunda)  [6]
- クネイ・ペペト (Kaempferia angustifolia)  [6]